# Aleksander Krzysztof Sitnik
Aleksander Krzysztof Sitnik (ur. 21 sierpnia 1971 w Zgierzu) – polski historyk, teolog i duchowny katolicki, bernardyn.

## Życiorys
Urodził się w rodzinie Henryka i Haliny z d. Zielińskiej. Dzieciństwo i młodość spędził w Łęczycy, gdzie ukończył szkołę podstawową i liceum. W 1990 roku wstąpił do zakonu bernardynów. W 1993 roku ukończył studia filozoficzne w Wyższym Seminarium Duchownym Braci Mniejszych w Krakowie, a następnie teologiczne w Wyższym Seminarium Duchownym oo. Bernardynów w Kalwarii Zebrzydowskiej. 4 października 1995 roku złożył śluby zakonne, a święcenia kapłańskie przyjął 7 maja 1997 roku.
Przez dwa lata pracował jako katecheta w Jelnej. W latach 2001–2011 pracował jako archiwista w archiwum prowincji zakonu w Krakowie. W 2005 roku uzyskał stopień doktora nauk humanistycznych w Instytucie Historii Kościoła i Patrologii Wydziału Teologii Katolickiego Uniwersytetu Lubelskiego. W tym samym roku podjął wykłady w Wyższym Seminarium Duchownym oo. Bernardynów w Kalwarii Zebrzydowskiej, gdzie prowadzi zajęcia z historii Kościoła i historii Zakonu Braci Mniejszych. W marcu 2020 roku uzyskał stopień doktora habilitowanego nauk teologicznych.
Jest autorem i współautorem ponad 6 książek, 10 prac redakcyjnych (w tym 9 monografii), 146 artykułów, 69 haseł encyklopedycznych oraz 18 recenzji.